# Bojan Majiċ Stadion
Il Bojan Majiċ Stadion (in serbo Стадион "Бојан Мајић"), anche detto Tržni Centar Stadion (in serbo Стадион Тржни центар, letteralmente "Stadio Centro Commerciale") o Stadio Voždovac è uno stadio situato a Voždovac, nell'area metropolitana di Belgrado, in Serbia.
Lo stadio, oggi intitolato a Bojan Majiċ, giovane tifoso ucciso sul treno Belgrado - Bar mentre si recava ad assistere alla partita della sua squadra contro i montenegrini del FK Zeta Golubovci, è un modernissimo impianto sportivo, costato all'incirca 22 milioni di Euro e costruito sul tetto del nuovo centro commerciale di Voždovac, a Zaplanjska 32. Ha sostituito il vecchio stadio, demolito nel 2011.
Le tribune sono interamente coperte, il terreno è in erba sintetica, ha una sala conferenza, una sala riunioni e ha ottenuto la licenza per gli incontri di UEFA Champions League ed UEFA Europa League. È stato inaugurato in occasione dell'incontro di Superliga del 31 agosto 2013 contro l'FK Jagodina, terminato 1-1.